# Evi Van Acker
Pour les articles homonymes, voir Van Acker.
Evi Van Acker, née le 23 septembre 1985 à Gand, est une sportive belge, pratiquant la voile. Elle a un diplôme de Bachelière en Chimie et suit actuellement un Master en bio-ingénieur

## Biographie
Van Acker a débuté la voile à l'âge de 7 ans sur un Optimist. En 1998, elle devient championne d'Europe en classe Optimist. En 2000, elle passe en catégorie Europe et atteint la 17e place aux Championnats du monde 2003. Elle passe ensuite sur Laser Radial et devient championne d'Europe en 2006, 2007 et 2011 et remporte la médaille d'argent aux Championnats du monde 2011 à Perth.
En coupe du monde de voile, lors de la saison 2010-2011, elle termine 2e à un point derrière Marit Bouwmeester après avoir terminé seconde lors des régates de Palma, Medemblik et Weymouth et 3e à Miami. L'année suivante, elle termine 5e au classement après avoir remporté la médaille d'argent à Palma et Hyères, celle de bronze à Miami et terminé 6e à Weymouth. Durant la saison 2013-2014, elle termine 7e à Miami, 4e à Majorque et remporte l'épreuve à Hyères.
Aux Jeux olympiques, elle a obtenu la 8e place en 2008 à Pékin et la médaille de bronze en 2012 à Londres en Laser Radial.
En 2014, elle remporte la médaille de bronze aux Championnats du monde de Santander et se qualifie pour les Jeux olympiques 2016. Elle y termine à la 4e place.
En 2017, elle remporte les manches de Coupe du monde de Hyères et Santander.

## Palmarès

### Laser Radial
- 2e aux Championnats du monde 2011
- 2e à la Coupe du monde 2010-2011
- 3e aux Jeux olympiques 2012
- 3e aux Championnats du monde 2014
- 2e aux Championnats du monde 2017

## Distinctions
- Trophée national du Mérite sportif belge 2012
- Sportive belge de l'année en 2012